# Frankie Bastille
Frankie Bastille (* 1952 oder 1953; † 18. Januar 1997 in Phoenix, Arizona) war ein US-amerikanischer Stand-up-Comedian.
Obschon er zu Lebzeiten nie landesweite Bekanntheit erlangte, prägte und beeinflusste er zahlreiche Kollegen, die sich noch heute auf sein Schaffen und sein Künstlerethos berufen. Zu ihnen zählen unter anderem Marc Edward Heuck, Kevin Lambert, Ward G. Smith, Rich Vos, Brett Leake und Marc Maron. Bastilles Auftritte bezogen ihren Reiz aus seiner ausgeprägten Bühnenpräsenz, seinem lebhaften Vortragsstil sowie seiner sehr direkten und teilweise vulgären Sprache.

## Leben
Bastille stammte ursprünglich aus Los Angeles, hatte mit Rosemary und Jeannie zwei Schwestern und war geschieden.
Er trat zunächst vor allem in Clubs und an Colleges im mittleren Westen auf, zog dann aber Ende der 1980er Jahre von Cleveland nach Boston – unter anderem, weil er nach Steuervergehen vor der IRS flüchten musste. Bastille war zumindest zeitweilig drogensüchtig und konsumierte neben Heroin und Schmerzmitteltabletten auch pflanzliche und synthetische Drogen. Darüber hinaus hatte er gesundheitliche Probleme; so litt er beispielsweise unter arterieller Hypertonie. In den 1990er Jahren nahm er wieder häufiger Engagements im mittleren Westen und in Kalifornien wahr.
Als er im Januar 1997 von Tennessee aus zur Beerdigung seines Vaters nach Phoenix im US-Bundesstaat Arizona flog, war er den physischen und emotionalen Belastungen der Reise nicht gewachsen und erlitt einen Herzinfarkt. Frankie Bastille starb im Alter von 44 Jahren, vier Tage nach seinem Vater. Er hinterließ seine Verlobte Joni Hoke.